# Doug Sharp
Doug Sharp (Marion, 27 de noviembre de 1969) es un deportista estadounidense que compitió en bobsleigh en la modalidad cuádruple. Participó en los Juegos Olímpicos de Salt Lake City 2002, obteniendo una medalla de bronce en la prueba cuádruple (junto con Brian Shimer, Michael Kohn y Daniel Steele).

## Palmarés internacional
| Juegos Olímpicos | Juegos Olímpicos                | Juegos Olímpicos  | Juegos Olímpicos |
| Año              | Lugar                           | Medalla           | Prueba           |
| ---------------- | ------------------------------- | ----------------- | ---------------- |
| 2002             | Salt Lake City (Estados Unidos) | Medalla de bronce | Cuádruple        |